# 2617-es mellékút (Magyarország)
A 2617-es számú mellékút egy csaknem 25 kilométeres, négy számjegyű mellékút (országos közút) Borsod-Abaúj-Zemplén vármegyében, a Cserehátban.

## Nyomvonala
A 27-es főútból ágazik ki, néhány méterrel annak 11. kilométere előtt, Edelény központjában. Belvárosi szakasza a Miklós Gyula út nevet viseli, majd a Finkei út nevet veszi fel, Finke településrészben. A 2+400-as kilométerszelvényénél ágazik ki belőle a Miskolc–Tornanádaska-vasútvonal Edelény alsó megállóhelyére vezető 26 316-os út. Borsodszirák a következő települése, amelynek központjában keresztezi is a vasutat; ez a keresztezés az út 4+900-as kilométerszelvénye közelében van, Borsodszirák megállóhely északi szélén.
A 7+100-as kilométerszelvényénél ágazik ki a Zilizre, Nyomárra és Hangácsra tartó 26 137-es út. Boldva a következő település, melynek északi részén, a 9+800-as kilométerszelvénynél az út ismét keresztezi a vasutat, méterekkel arrébb pedig kiágazik belőle a Boldva megállóhelyre vezető 26 317-es számú mellékút. A város központjában, a 10+900-as kilométerszelvénynél, a Szeplőtelen fogantatás-templom mellett torkollik bele, közel 5 kilométer megtétele után a 2618-as út. Boldva déli részén, a 11+500-as kilométerszelvényénél még egyszer keresztezi a vasutat, Alsóboldva megállóhely térségében.
12 kilométer megtétele után lép át az út Sajósenye területére, ennek központja a 14+300-as kilométerszelvényénél található. A következő, útjába eső település Sajóvámos, ennek központját a 16+350-es kilométerszelvényénél éri el: ott torkollik be, 6,4 kilométer megtétele után a 2619-es út. Továbbhaladva Sajópálfala községet éri el, ennek központja a 18+800-as kilométerszelvényénél van. A kiindulásától számított 23 kilométer megtétele után éri el Arnót központját, utolsó szakasza pedig már Felsőzsolcán húzódik. Ott ér véget, beletorkollva a 3-as főút 191+500-as kilométerszelvénye előtt lévő körforgalomba. (Ugyanebben a körforgalomban indul ki keletnek a 37-es főút, valamint délnek a 37 104-es számú mellékút, mely a település központjáig vezet.)
Teljes hossza az országos közutak térképes nyilvántartását szolgáló kira.gov.hu adatbázisa szerint 24,689 kilométer.

## Települések az út mentén
- Edelény
- Edelény-Finke
- Borsodszirák
- Boldva
- Sajósenye
- Sajóvámos
- Sajópálfala
- Arnót
- Felsőzsolca